# Zlatniansky luh
Zlatniansky luh je přírodní rezervace v katastrálním území obce Zlatná na Ostrove v okrese Komárno v Nitranském kraji na Slovensku. Území bylo vyhlášeno v roce 1974 a jeho rozloha je 9,14 hektaru. Předmětem ochrany je ukázka lužního lesa s hnízdišti vodních ptáků na dolním Dunaji.